# Miguel Ángel Tábet
Miguel Ángel Tábet Balady (Caracas, 24 de diciembre de 1941-Roma, 7 de abril de 2020) fue un sacerdote católico, teólogo y exégeta venezolano, de ascendencia libanesa, afincado en Roma. Profesor de Exégesis bíblica de la Pontificia Universidad de la Santa Cruz (PUSC) de Roma.

## Biografía
Realizó sus primeros estudios en el Colegio La Salle Tienda Honda, en Caracas. Posteriormente hizo la licenciatura en Ciencias Exactas en la Universidad Central de Venezuela (1964). Después se trasladó a Roma y, en 1968, obtuvo el doctorado en Teología en la Pontificia Universidad Lateranense.
Fue fiel de la prelatura del Opus Dei. Recibió la ordenación sacerdotal el 27 de agosto de 1967 en Segovia (España).
En 1984 comenzó su tarea docente en el incipiente Centro Académico Romano de la Santa Cruz, institución que más tarde se convertiría en la Pontificia Universidad de la Santa Cruz. A lo largo de sus años como profesor impartió diversas materias —lengua hebrea, exégesis y hermenéutica bíblica— aunque se centró fundamentalmente en el estudio del Antiguo Testamento.
En 1991 obtuvo el doctorado en Filología Bíblica Trilingüe en la Universidad Pontificia de Salamanca. Fue profesor ordinario de Exégesis Bíblica y de Historia de la Exégesis y director, entre 1998 y 2012, del Departamento de Teología Bíblica de la Facultad de Teología en la Pontificia Universidad de la Santa Cruz. Además fue profesor invitado en el Studium Biblicum Franciscanum de Jerusalén (2009-2010).
Desarrolló su actividad pastoral en la iglesia romana de San Jerónimo de la Caridad (San Girolamo della Carità), a través de la pastoral familiar.
En abril de 2014, con motivo de la jubilación del Prof. Tábet, la Facultad de Teología de la Pontificia Universidad de la Santa Cruz organizó un acto académico en su honor, durante el cual se presentó el volumen Collectanea Biblica, que contiene buena parte de sus artículos.
Falleció en el Campus Biomédico de Roma, como consecuencia del COVID-19.

## Asociaciones a las que perteneció
- Asociación Bíblica Italiana (1972)
- Asociación Bíblica Española (1982)
- Asociación Española de Estudios Hebreos y Judíos (AEEHJ)
- Society of Biblical Literature (SBL)

## Publicaciones
Miguel Ángel Tábet publicó alrededor de treinta libros y más de cien artículos.
Entre sus libros más importantes se encuentran:
- Tábet, Miguel Ángel (2019). Introducción general a la Biblia (5.ª edición). Madrid: Palabra. ISBN 9788498404418.
- Tábet, Miguel Ángel (2019). Introducción al Antiguo Testamento. I: Pentateuco y libros históricos (4.ª edición). Madrid: Palabra. ISBN 9788498404425.
- Tábet, Miguel Ángel; Benito Marconcini; Giovanni Boggio (2018). Introducción al Antiguo Testamento. II: Libros proféticos (2.ª edición). Madrid: Palabra. ISBN 9788498404432.
- Tábet, Miguel Ángel (2016). Introducción al Antiguo Testamento. III: Libros poéticos y sapienciales (3.ª edición). Madrid: Palabra. ISBN 9788498404449.
- Tábet, Michelangelo (1999). La Sacra Scrittura anima della teologia (en italiano). Città del Vaticano: Libreria Editrice Vaticana.
- Tábet, Michelangelo (2000). Tra Antico e Nuovo Testamento. Guida alla letteratura intertestamentaria (en italiano). Cinisello Balsamo: San Paolo.
- Tábet, Michelangelo (2003). Le trattazioni teologiche sulla Bibbia. Un approccio alla storia dell'esegesi (en italiano). Cinisello Balsamo: San Paolo.
- Tábet, Michelangelo (2007). Bibbia e storia della salvezza (en italiano). Roma: Edusc.

Buena parte de sus artículos están recogidos en el volumen:
- Tábet, Michelangelo (2014).  Eusebio González, ed. Collectanea Biblica (en italiano). Roma: ESC. ISBN 9788883332883.